# Markermeer
Het Markermeer is een meer in Nederland, gelegen tussen Noord-Holland en Flevoland. Aan de noordoostelijke zijde grenst het aan het IJsselmeer, waarvan het eigenlijk het zuidwestelijk compartiment vormt, door een dijk daarvan afgescheiden. Het meer is enigszins driehoekig gevormd, 700 km² groot, en is op de meeste plaatsen 2 tot 4 meter diep. De diepste delen in het Markermeer zijn de Pampusputten en de vaargeul Amsterdam – Lelystad. De Pampusput voor de kust van Muiden is een voormalige zandwinput (diepte 30 m). De put is ondieper geworden door inzakken van de randen en sedimentatie van slib. De huidige diepte is er 10 tot 15 meter. Een gedeelte van het meer maakt deel uit van Nationaal Park Nieuw Land.
Het Markermeer gaat aan de zuidkant over in het IJmeer. In het noordwestelijke deel ligt een ronde, baaiachtige inham van de Noord-Hollandse kust, de Hoornse Hop. Dit deel kan grofweg aangegeven worden met de driehoek Schardam-Hoorn-Schellinkhout.

## Naam
Het Markermeer is genoemd naar het voormalige eiland Marken in het zuidwesten van het meer, dat tegenwoordig een met het achterland verbonden schiereiland is. De benaming Markermeer hangt samen met de eerder geplande inpoldering van dit gebied tot de Markerwaard, die inmiddels van de baan is. Het resterende watergebied heet nu Markermeer.
De naam Markermeer wordt pas sinds omstreeks 1975 gebruikt. Daarvoor duidde men het gebied aan als het zuidwestelijke deel van het IJsselmeer, of als (toekomstige) Markerwaard. Door de aanleg van de Houtribdijk of Markerwaarddijk (de weg Enkhuizen-Lelystad) in 1976 werd dit zuidwestelijke deel van het IJsselmeer afgescheiden. Sindsdien kon het worden aangeduid als Markermeer.

## Geschiedenis

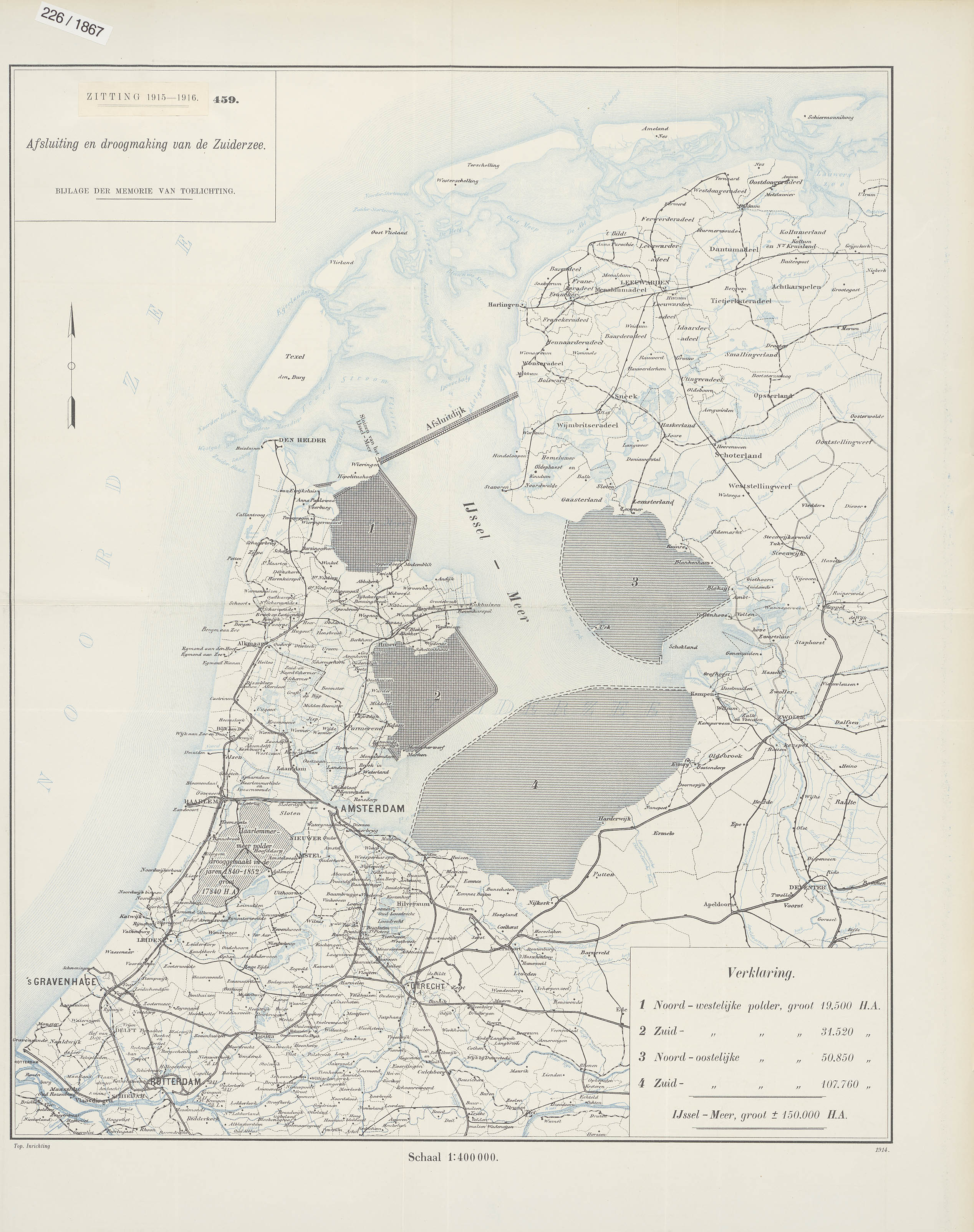
Kaart uit 1914 - Afsluiting en droogmaking van de Zuiderzee

Oorspronkelijk was dit water onderdeel van de Zuiderzee. In 1891 had de Amsterdamse ingenieur Cornelis Lely, in dienst bij het Ministerie van Waterstaat, Handel en Nijverheid, een plan ontwikkeld voor afsluiting van de Zuiderzee en inpoldering van het zo ontstane binnenmeer. De binnenzee werd uiteindelijk in 1932 door de Afsluitdijk definitief afgesloten, waardoor het huidige IJsselmeer ontstond. Daarna werden de polders Noordoostpolder, Oostelijk Flevoland en Zuidelijk Flevoland aangelegd. Als laatste was de "Markerwaard" aan de beurt. Begonnen werd met de bouw van de Houtribdijk of "Markerwaarddijk" (1976) die Lelystad met Enkhuizen verbindt (de N302). Hierdoor is het Markermeer van het IJsselmeer gescheiden. Oorspronkelijk was het plan de Markerwaard droog te leggen, maar dat is uiteindelijk niet gebeurd.
Toen het watergebied dat nu het Markermeer is nog deel uitmaakte van de Zuiderzee, was het (net als het gehele IJsselmeer) tot aan de voltooiing van de Afsluitdijk in 1932 een zoutwatergebied. Het toen afgesloten IJsselmeer verzoette nagenoeg geheel binnen twee jaar tijd met grote ecologische gevolgen. Sinds omstreeks eind 1937 werd gesproken van een volledig zoet IJsselmeer maar het duurde nog tot 1939 voordat een nieuw biologisch evenwicht was bereikt. Ten tijde van de voltooiing van de Houtribdijk in 1976, waarmee de afsplitsing van het Markermeer een feit was, was er daarom op dat moment geen sprake meer van (een verdere) verzoeting of grote verstoring van het evenwicht zoals dat wel het geval was na het dichten van de Afsluitdijk.
De hulpverlening op het Markermeer wordt uitgevoerd door reddingsboten van de reddingsbrigade in Hoorn, de KNRM reddingsstations Marken, Enkhuizen en Lelystad en de aan de KNRM gelieerde reddingstations Zeevang en Wijdenes.

## Waterbeheer
Het Markermeer maakt deel uit van een groot en samenhangend systeem van waterbeheer met de Noordzee aan de ene kant en de grote rivieren aan de andere. De verschillende onderdelen oefenen invloed op elkaar uit, samen met de getijden en natuurverschijnselen als sterke wind, regenval of een langdurige periode van droogte. Grootschalige overheidsmaatregelen als het programma Deltawerken vanaf 1954 als verdediging tegen hoogwater in de Noordzee, en het programma Ruimte voor de Rivier vanaf 2004
water van het Markermeer wordt op drie manieren afgevoerd;
- Normaal wordt dit via het IJsselmeer afgevoerd.
- Regelmatig wordt er via de Flevolandse vaarten water uit het Markermeer op de Veluwerandmeren gespuid. Het doel hiervan is om met het schonere water de belasting van nitraat en fosfaat in de randmeren te verminderen.
- Bij eb wordt er water via het Noordzeekanaal gespuid.

## Plan inpoldering
Het oorspronkelijke plan was om ook het Markermeer in te polderen, net als Flevoland en de Noordoostpolder. De veranderde ideeën onder de bevolking leidden echter tot protesten tegen dit plan. Het Markermeer speelde al een belangrijke rol in het op niveau houden van de vogelstand. Ecologisch gezien zou droogleggen niet positief uitwerken.
Uit de ervaring met de grote droogmakerijen was ook gebleken, dat dit toch op termijn kon leiden tot een verdroging van het vasteland. De waterhuishouding was ingewikkelder dan eerst voorzien: de grondlagen van Noord-Holland hellen af naar het oosten. Grondwater zou, zelfs onder het randmeer door, naar de drooggemaakte polder stromen. In Noord-Holland zou de grondwaterstand hierdoor dalen, waardoor houten heipalen zouden verrotten en de bodem zou inklinken.
Ook in de waterrecreatie speelde het meer een steeds grotere rol, verkleining van het wateroppervlak werd vanuit die hoek ook bestreden. Toen ook de financiële haalbaarheid betwijfeld werd, besloot men in de jaren tachtig het Markermeer open te houden.
In 1981 werd het Plan Lievense gepubliceerd, een idee om het Markermeer te omgeven met windmolens. Deze zouden water in het meer pompen, terwijl waterkrachtcentrales in de dijken voor een continue stroomopwekking zouden kunnen zorgen. Omdat de energievoordelen bescheiden bleken te zijn in vergelijking tot de prijs van het project én vanwege landschappelijke en ecologische bezwaren, is dit plan nooit gerealiseerd. Ook was er angst voor een mogelijke dijkdoorbraak.
Voor de Tweede Kamerverkiezingen van 2003 nam de LPF inpoldering van de Markerwaard in haar verkiezingsprogramma op. Dit met als doel de werkgelegenheid te bevorderen en een overloopgebied te creëren voor de Randstad. In datzelfde jaar viel echter ook het definitieve besluit om niet tot inpoldering over te gaan.

## Eilanden
Op de grens van het IJmeer en het Markermeer ligt het eilandje Pampus (slechts ca. 0,03 km² groot). Ten noorden daarvan ligt het 267 ha. grote Marken, dat in 1957 door de aanleg van een dam naar het vasteland (gemeente Waterland) een schiereiland is geworden.

### Project Marker Wadden
In 2012 kwam Natuurmonumenten naar buiten met het plan Marker Wadden, dat voorzag in de aanleg van natuureilanden op korte afstand van de Houtribdijk. Er wordt hierin samengewerkt met onder meer ingenieursbureau Royal HaskoningDHV en de rijksoverheid. In 2015 is de aanbesteding gestart door een samenwerkingsverband tussen Rijkswaterstaat en Natuurmonumenten. Baggerbedrijf Boskalis heeft het contract toegewezen gekregen voor de creatie van het eerste eiland, waaraan in maart 2016 is begonnen.

Op 24 september 2016 werd het eerste eilandje (250 ha groot) van de Marker Wadden geopend. Streefdoel was dat de nieuwe archipel vijf eilanden zou omvatten, waardoor de natuur voor het vogel- en visbestand in het meer aantrekkelijker wordt gemaakt.Sinds september 2018 is een deel van de Marker Wadden publiek toegankelijk via een haven op het hoofdeiland. In december 2020 is het werk volgens het oorspronkelijke plan opgeleverd en beheert Natuurmonumenten de vijf eilanden.

In maart 2021 is begonnen met een uitbreiding van de Marker Wadden aan de noordoostzijde.

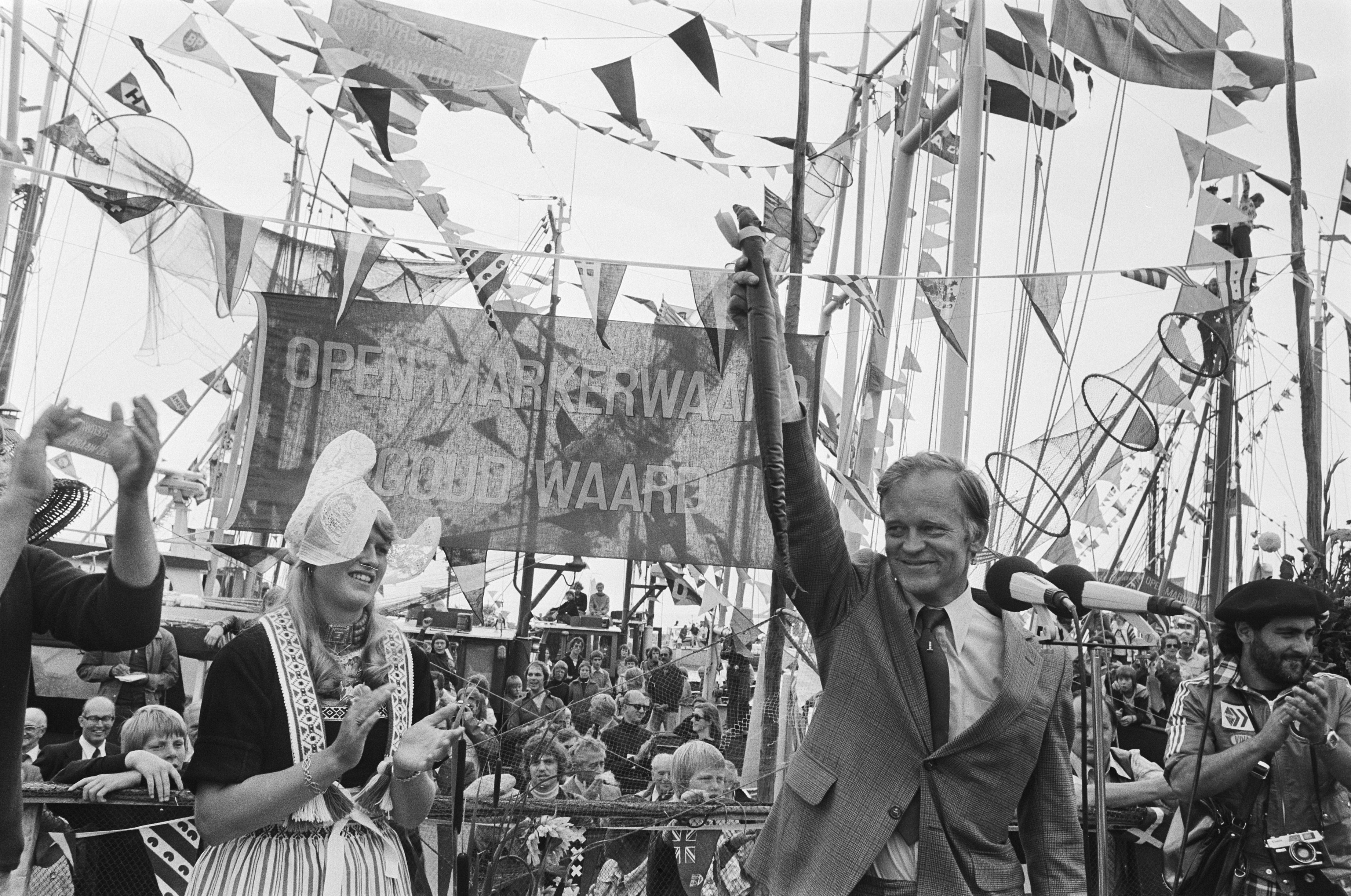
Protesten van Volendammer palingvissers op 13 augustus 1977 tegen eventuele inpoldering Markerwaard. Staatssecretaris Van Hulten krijgt paling aangeboden

## Nieuwe plannen
In april 2007 presenteerde staatssecretaris Huizinga een nieuw plan voor het IJsselmeer. In dit plan wordt het IJsselmeer in drie compartimenten verdeeld. Het noordelijk deel zou met een verhoogde waterstand dienen als buffer voor de zoetwatervoorziening. Het Markermeer zou een wisselende waterstand krijgen ten behoeve van een grotere ecologische variatie. Het derde deel kan ontstaan door een dijk te bouwen in het IJmeer, waardoor gelegenheid ontstaat voor bouwen en recreëren. De verdere uitwerking zou tot stand moeten komen door regionale invulling van dit kader.
Op 14 mei 2009 heeft de Europese Commissie positief gereageerd op de plannen om bij Almere buitendijks te bouwen in combinatie met ecologische verbetering van het Markermeer-IJmeer.

## Trivia
- Bij Hoorn wordt op het Markermeer de Bontekoerace zeilwedstrijd gehouden.
- In 2014 werden op het Markermeer opnames gemaakt voor de film Michiel de Ruyter.